# Benzalanilin
Benzalanilin oder richtiger Benzylidenanilin ist eine organische chemische Verbindung und zählt zu den Azomethinen.
Aufgrund der polaren N=CH-Doppelbindung ist dieses Molekül ein guter Angriffspunkt für nukleophile Reaktionspartner.

## Eigenschaften
Benzylidenanilin ist in reiner Form (Reaktion von frisch destilliertem Anilin mit Benzaldehyd) ein gelbes Pulver mit marzipanartigem Geruch. Wird bei der Darstellung braunes Anilin verwendet, so verändert sich die Farbe des Benzalanilins eher ins gelbgrüne bzw. gelbgraue. Die Substanz ist wasserunlöslich, löst sich aber sehr gut in organischen Lösungsmitteln wie Ethanol, Diethylether, Dichlormethan (DCM) und Chloroform.

## Gewinnung und Darstellung
Benzalanilin entsteht durch eine Kondensationsreaktion von Anilin mit Benzaldehyd (Carbonylkomponente) unter Wasserabspaltung. Dabei reagiert ein Äquivalent Benzaldehyd mit einem Äquivalent Anilin zu Benzylidenanilin:
{\displaystyle \mathrm {C_{6}H_{5}NH_{2}+C_{6}H_{5}CHO\longrightarrow C_{6}H_{5}N{=}CHC_{6}H_{5}+H_{2}O} }

## Verwendung
Wie Dibenzalaceton findet auch Benzalanilin Verwendung in der Organometallchemie, etwa als Ligand in Komplexen des Palladiums, Titans oder Molybdäns.